# Leonid Nikolaev
Leonid Vasil'evič Nikolaev (in russo Леонид Васильевич Николаев?; San Pietroburgo, 10 maggio 1904 – Leningrado, 29 dicembre 1934) è stato un attivista russo, noto per aver assassinato il 1º dicembre 1934 il leader politico bolscevico Sergej Mironovič Kirov, evento che fu il fattore scatenante per l'inizio del periodo delle "grandi purghe" staliniane.

## Biografia
Nikolaev fu un giovane e problematico membro del Partito comunista di Leningrado. Era di statura piccola, molto magro, e persino in età adulta erano evidenti in lui gli effetti della malnutrizione infantile. Ebbe difficoltà a trovare un lavoro, e fu rimproverato dal Partito per aver rifiutato un posto di lavoro che gli era stato procurato perché non era di suo gradimento. Alla fine, venne espulso dal Partito. Disoccupato, si trovò presto a corto di denaro, ed incolpò il Partito dei suoi guai. La moglie Mil'da Draule faceva parte di una commissione regionale di Partito, e Nikolaev sospettava che ella avesse una relazione extraconiugale con un importante dirigente sovietico, Sergej Mironovič Kirov.

### Assassinio di Kirov
Non è ben chiaro se Nikolaev avesse avuto precedenti rapporti con la sezione di Leningrado del governo sovietico, capeggiata da Kirov. Comunque sia, il 1º dicembre 1934 alle ore 16.30, Kirov fu assassinato a Leningrado da Nikolaev con alcuni colpi di pistola davanti alla porta del suo ufficio nei corridoi del terzo piano del famoso Palazzo Smol'nyj, sede del partito comunista leningradese. Inspiegabilmente, le guardie del corpo di Kirov non erano presenti al momento dell'attentato, e Nikolaev era riuscito ad introdursi nel palazzo indisturbato eludendo l'imponente sicurezza. Secondo lo storico Oleg V. Chlevnjuk, la guardia del corpo Michail Borisov era presente, ma, avendo Kirov svoltato a sinistra in un corridoio attiguo a quello principale, fu perso di vista per qualche istante, un tempo sufficiente a Nikolaev per compiere l'omicidio. L'incontro dei due in quel punto del corridoio è ritenuto fortuito.
Senza incontrare nessuna opposizione, Nikolaev salì fino al terzo piano, dove sparò a Kirov alle spalle colpendolo alla base del collo. L'ex dirigente sovietico e scrittore Alexander Barmine fece notare come "una così totale negligenza da parte dell'NKVD nel tutelare la sicurezza di un importante dirigente del Partito fosse senza precedenti in Unione Sovietica". Secondo quanto riportato nei resoconti successivi della stampa, l'attentatore venne subito bloccato da un elettricista, tale Platanov, che stava lavorando nei paraggi.
Dopo aver compiuto l'assassinio, Nikolaev svenne e fu immediatamente arrestato. In seguito venne reso noto che il 15 ottobre 1934 egli era già stato fermato dalla NKVD, per aver tentato di introdursi senza autorizzazione nell'Istituto Smol'nyj. In suo possesso, le guardie avevano trovato nelle sue tasche una pistola Nagant M1895. Sebbene Nikolaev avesse chiaramente infranto la legge sovietica riguardo al porto di armi nei pressi di un ufficio governativo, la polizia lo rilasciò dopo poche ore e gli fu persino permesso di tenersi la pistola. Fonti sovietiche affermano che Nikolaev fosse in possesso di regolare porto d'armi, ma nonostante ciò sembra molto improbabile che gli sarebbe stato permesso di entrare armato in un ufficio governativo.
Raggiunto dalla notizia dell'assassinio di Kirov, Stalin apparve molto scosso dall'avvenimento, si recò personalmente sul posto, diede in escandescenze contro i capi locali dell'NKVD e diresse la prima fase delle indagini, interrogando personalmente Nikolaev, che apparve confuso e instabile psichicamente; ben presto si ritenne che i responsabili fossero gli ex oppositori politici e le cellule "antipartito" infiltrate nell'organizzazione statale e nel Komsomol. L'intero gruppo della presunta cellula terroristica legata a Zinov'ev nel Komsomol fu rapidamente individuato, processato a porte chiuse e fucilato alla fine del 1934. Stalin diede all'assassinio una notevole rilevanza, apparentemente considerò la notizia come una tragedia e indisse funerali di Stato durante i quali si dimostrò commosso e colpito dalla morte di Kirov.

### Conseguenze e responsabilità nella morte di Kirov
Dopo la morte di Kirov, Stalin pretese una punizione esemplare per i traditori e per chi fosse stato ritenuto "negligente" nelle circostanze della morte di Kirov. Borisev, una delle guardie del corpo di Kirov ad arrivare per primo sulla scena del delitto, venne arrestato immediatamente; morì il giorno dopo l'assassinio di Kirov, ufficialmente a causa di un incidente automobilistico mentre veniva trasportato da agenti dell'NKVD a un interrogatorio. Il 28 e 29 dicembre 1934 Nikolaev ed altre 13 persone ritenute membri di un "gruppo controrivoluzionario" furono processati da un tribunale militare, condannati a morte e fucilati un'ora dopo l'emissione della sentenza. La madre ottantacinquenne di Nikolaev, il fratello, le sorelle, il cugino ed altre persone a lui associate furono anch'esse arrestate ed uccise. Mil'da Draule sopravvisse al marito tre mesi prima di venire fucilata anche lei. Il loro figlioletto venne invece inviato in un orfanotrofio.
Svariati ufficiali della NKVD della sezione di Leningrado furono arrestati per negligenza nella protezione di Kirov, e condannati a pene detentive superiori ai dieci anni. Tuttavia, non scontarono mai le loro condanne; venendo invece trasferiti a posti direttivi in campi di lavoro. Inizialmente, un comunicato ufficiale diramato dal PCUS dichiarò che la colpevolezza di Nikolaev era stata stabilita senza alcun dubbio, e che lui aveva confessato di aver agito sotto l'influsso del "potere fascista", ricevendo del denaro per compiere l'assassinio. Tuttavia, qualche giorno dopo, durante una successiva riunione della Commissione di Partito del Distretto di Mosca, venne annunciato che Nikolaev era stato interrogato personalmente da Stalin subito dopo l'omicidio di Kirov:
Dopo la morte di Nikolaev, sussistette qualche speculazione circa le sue reali motivazioni nell'uccidere Kirov, adducendo il fatto che fosse geloso di una supposta relazione del dirigente con sua moglie, Mil'da Draule, che - lavorando allo Smol'nyj - aveva avuto modo di frequentare abitualmente. Non è bene chiaro se questa sia una informazione basata su effettive prove, o se sia stata solo una menzogna deliberatamente diffusa dalla NKVD.
Inoltre, date le circostanze sospette della morte di Kirov e della sua crescente popolarità all'epoca dei fatti, unite ai chiari segnali di insofferenza mostrati da Stalin nei suoi confronti poco tempo prima, è stata ventilata l'ipotesi che l'omicidio di Kirov sia stato orchestrato dalla NKVD su ordine di Stalin. La morte di Kirov, in qualità di leader maggiormente popolare dell'opposizione, significò la fine definitiva del "movimento di riconciliazione" da lui impersonato, e l'evento scatenante (e giustificatorio) dell'inizio delle Grandi purghe di Stalin. Come lo studioso e storico marxista Boris Nikolaevskij fece notare: